# اسماعیل مرآت
اسماعیل مرآت (۱۷ اسفند ۱۲۷۱، تهران – ۲۷ آذر ۱۳۲۸، نیویورک) وزیر فرهنگ ایران در دورهٔ رضاشاه و از پایه‌گذاران آموزش عالی نوین در ایران بود.
مرآت اصالتاً اهل روستای گَرَکان از توابع شهرستان آشتیان بود.
ساختمان‌های دانشکدهٔ حقوق و دانشکدهٔ فنی و باشگاه دانشجویان و رستوران دانشجویان دانشگاه تهران از یادگارهای مرآت است. دانشکدهٔ هنرهای زیبا را نیز او تأسیس کرد. در سال ۱۳۱۹ قانون اصلاح دانشگاه را در مورد دانشکدهٔ پزشکی از تصویب مجلس شورای ملی گذراند که بیمارستان‌های دولتی تهران را ضمیمه و تابع دانشکدهٔ پزشکی کرد و کارآموزی دانشجویان پزشکی در بیمارستان‌ها آسان‌تر شد. به پاس این خدمت‌ها در سال ۱۳۳۵ با تجلیل از اقدامات مؤثر اسماعیل مرآت در پیشرفت دانشگاه، یکی از خیابان‌های دانشگاه به نام او نام‌گذاری شد.
اسماعیل مرآت در تهیهٔ کتاب‌های درسی کوشش مداوم داشت. در زمان وزارت او نزدیک به دویست جلد کتاب درسی دبیرستانی تألیف و چاپ شد. او مرآت به همراه احمد نخجوان، وزیر جنگ، بر سره‌نویسی در زبان فارسی تأکید داشت و کوشش‌های این دو و دیگران، همراهی رضا شاه را برای صدور فرمان تأسیس فرهنگستان ایران به دنبال داشت.

## آغاز کار
اسماعیل فرزند میرزا موسی خان مرآت‌الممالک در شعبان سال ۱۳۱۰ قمری (اسفند ۱۲۷۱ خورشیدی) در تهران به دنیا آمد. تحصیلات دورهٔ متوسطه را در تهران به پایان رساند و در سال ۱۲۹۰ جزء شاگردان اعزامی به اروپا رفت. پس از چند سال تحصیل در سوئیس و دارالمعلمین شهر بلوا و سن‌کلود در فرانسه در رشتهٔ طبیعی و تعلیم و تربیت و روانشناسی، بر اثر وقوع جنگ جهانی اول و دشواری‌های زندگی ناچار به بازگشت به ایران شد. وزارت معارف در ۱۲۹۴ او و چند تن دیگر از بازگشتگان از فرنگ را مأمور تدریس در دارالفنون کرد.
اسماعیل مرآت در ۱۲۹۷ به معاونت دارالمعلمین و تدریس فیزیک در آن مدرسه مأمور شد. در مهر ۱۳۰۷ که نخستین گروه از محصلان اعزامی به خارج راهی اروپا شدند، اسماعیل مرآت که در وزارت معارف رئیس تعلیمات ابتدائی بود، آنان را تا پاریس همراهی کرد. در آنجا حسین علاء وزیر مختار ایران در فرانسه به وی پیشنهاد کرد که با سمت سرپرست محصلان در اروپا بماند و مرآت پذیرفت. 
اسماعیل مرآت در تمام مدتی که سرپرست دانشجویان ایرانی در اروپا بود با دقت و مواظبت به پیشرفت تحصیل و حسن رفتار محصلان توجه خاص داشت. این مراقبت‌ها و نظم مستمر بر برخی محصلان و کارمندان سفارت و سرپرستی گران می‌آمد و بعضی بر او عیب می‌گرفتند.
در سال ۱۳۱۴ اسماعیل مرآت پس از بازگشت به ایران، رئیس ادارهٔ تعلیمات عالیهٔ وزارت معارف شد و در آبان همان سال به عضویت شورای عالی معارف انتخاب گردید. مقارن این احوال، مرآت به سببی از خدمت معارف کناره گرفت و در وزارت مالیه به کار پرداخت. در آبان ۱۳۱۶ که تقسیمات کشوری جدید در ایران شکل گرفت، استاندار کرمان شد که استان‌های هرمزگان و سیستان و بلوچستان کنونی را نیز در بر می‌گرفت. مرآت نه ماه در کرمان بود تا اینکه در ۲۲ امرداد ۱۳۱۷ پس از استعفای علی‌اصغر حکمت از وزارت معارف، به کفالت (سرپرستی) این وزارت‌خانه انتخاب شد. 

## وزارت فرهنگ
در زمان سرپرستی مرآت، هیئت وزیران در جلسهٔ مورخ ۲۷ مهر ۱۳۱۷ به پیشنهاد وزارت معارف نام این وزارت‌خانه را به وزارت فرهنگ تغییر داد. مرآت از ۲۷ شهریور ۱۳۱۸ وزیر فرهنگ شد و تا شهریور ۱۳۲۰ در این سمت بود. 
اسماعیل مرآت به تربیت آموزگار، تنظیم برنامه‌های درسی، چاپ کتاب‌های درسی و ایجاد ساختمان‌های مناسب توجه زیادی کرد و موفق شد پانزده بنای استوار در نقاط مختلف پایتخت برپا کند، آن چنان مستحکم که پس از سالها خرابی در آنها پدید نیامده‌است. همچنین در شهرستان‌ها از محل درآمد موقوفات مجهول‌المالک و بودجهٔ فرهنگ، چندین دبستان و دبیرستان با ساختمان‌هایی باعظمت ساخت.
ساختمان‌های دانشکدهٔ حقوق و دانشکدهٔ فنی و باشگاه دانشجویان و رستوران دانشجویان در دانشگاه تهران از یادگارهای مرآت است. دانشکدهٔ هنرهای زیبا را نیز او تأسیس کرد. در دوازدهم آبان ۱۳۱۹ قانون اصلاح دانشگاه را در مورد دانشکدهٔ پزشکی از تصویب مجلس شورای ملی گذراند که بیمارستان‌های تهران را ضمیمه و تابع دانشکدهٔ پزشکی کرد  و کارآموزی دانشجویان پزشکی در بیمارستان‌ها آسان‌تر شد. 
اسماعیل مرآت در تهیهٔ کتاب‌های درسی کوشش مداوم داشت. در زمان وزارت او نزدیک به دویست جلد کتاب درسی دبیرستانی تألیف و چاپ شد. وی خطی خوش داشت، و از این رو در کتاب‌های درسی سخت‌گیری بسیار می‌کرد چندان که خطاطان به عجز درآمده‌ بودند.
در اوایل ۱۳۱۹ مرآت برای سرکشی به ادارات فرهنگ آذربایجان به آن استان سفر کرد و پس از بازگشت در هیئت دولت که با حضور رضا شاه تشکیل شد پیشنهاد کرد به منظور رفع بهانه‌جویی احتمالی دولت‌های متخاصم و جهات دیگر، کلیهٔ مدارس خارجی در ایران تعطیل شود. این پیشنهاد پذیرفته آمد و به دستور شاه، همهٔ مدرسه‌های بیگانگان در ایران منحل شد.
انتقاداتی هم به وزارت فرهنگ مرآت وارد بود. پیش از او دوره دوم دبیرستان به دو شاخه علمی و ادبی تقسیم می‌شد که او این دو شاخه را تا سال پنجم دبیرستان یکی کرد. دیگر اینکه قانونی برای فروش موقوفه‌ها به تصویب مجلس رساند و بنای امامزاده یحیی تهران را تخریب کرد. 

## پایان کار
در سی‌ام شهریور ۱۳۲۰ که محمدعلی فروغی مأمور تشکیل دولت شد، او که از هوشمندی و کاردانی مرآت آگاه بود، خواست مسئولیت وزارت فرهنگ را بدو سپارد، اما مرآت که دریافته‌بود در چنان آشفتگی و هرج‌ومرج قادر به خدمت در وزارت فرهنگ نخواهد بود، نپذیرفت. چون اصرار فروغی از حد گذشت، وزارت بهداری را پذیرفت که پیشتر وجود نداشت (بجز سه ماه در سال ۱۳۰۰ به عنوان وزارت صحیه) اما در ۲۱ آبان ۱۳۲۰ از این مقام استعفا کرد.
مرآت در سال ۱۳۲۴ بازرس عالی وزارت فرهنگ و سال بعد، مشاور فنی این وزارت‌خانه شد. پس از مدتی، خدمت در هیئت نظارت مالی و شورای عالی انطباعات را پذیرفت. حسین علا که سفیر ایران در آمریکا بود، از آزردگی‌های مرآت آگاه شد و او را برای قبول مسئولیت سرپرستی محصلان ایرانی در آمریکا دعوت کرد. 
این آخرین مأموریت اسماعیل مرآت بود. در روز ۲۷ آذر ۱۳۲۸ دور از میهن درگذشت و جسدش را به تهران بردند و در یکی از رواق‌های حرم شاه عبدالعظیم که امروزه رواق شهید رضائی خوانده می‌شود، به خاک سپردند.
به پاس خدمات اسماعیل مرآت، در سال ۱۳۳۵ با تجلیل از اقدامات او در پیشرفت دانشگاه، یکی از خیابان‌های دانشگاه تهران به نام او نام‌گذاری شد.